# Сходи Фаренгольца

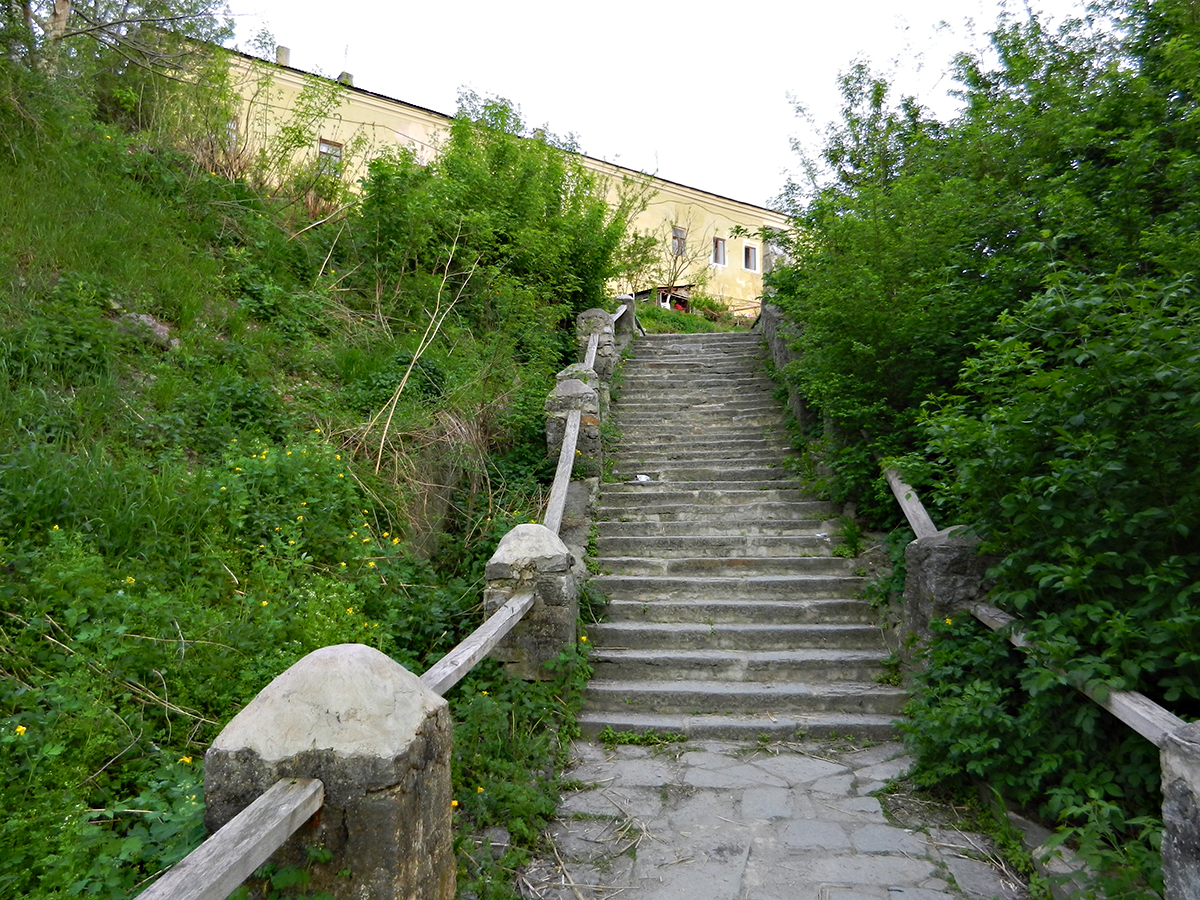
Сходи Фаренгольца

Схо́ди Фаренго́льца — пам'ятка архітектури місцевого значення в Кам'янці-Подільському (охоронний номер 15-XM). Розташовані в північно-західній частині Старого міста. З'єднують вулицю Кузнечну вгорі з вулицею Руською внизу на березі Смотрича.

## Історія пам'ятки
Згідно з довідкою, укладеною працівниками Національного історико-архітектурного заповідника «Кам'янець», сходи збудовано 1850 року з тесового каменю за кошти міста. 1870 року проводився ремонт, внаслідок якого закріплено зруйновані східці. 1874 року на сходах Фаренгольца влаштовано нові дерев'яні перила. 1934 року проведено чергові ремонтні роботи .
Сходи розпочиналися біля будинку на Кузнечній вулиці, який 1850 року придбав штабс-капітан Федір Фаренгольц (батько лікаря Едмунда Фаренгольца). Невдовзі Федір Фаренгольц зніс стару споруду та її місці збудував триповерховий будинок (зруйновано під час Німецько-радянської війни). Краєзнавець Галина Осетрова зазначає, що кам'яні сходи, влаштовані в середині XIX століття на кошти міста (в давнину тут проходила стежка в скельному обриві), кам'янчани стали називати сходами Фаренгольца за прізвищем власника будинку, біля якого вони починалися .
Хмельницький обласний виконавчий комітет 4 вересня 1982 року ухвалив визнати сходи Фаренгольца пам'яткою архітектури та містобудування місцевого значення.
2010 року завдяки підприємству ТзОВ «Український кристал» зроблено капітальний ремонт сходів Фаренгольца .